# محمد إسماعيل المقدم
محمد إسماعيل المقدم (26 يوليو 1952-)، طبيب وداعية إسلامي مصري من مواليد الإسكندرية، يُعتبر مؤسس الدعوة السلفية بالإسكندرية مع آخرين مثل سعيد عبد العظيم، وأحمد فريد، وياسر برهامي، له العديد من المؤلفات بالإضافة إلى المحاضرات المسموعة والمصورة.

## نشأته
وُلد محمد أحمد إسماعيل مصطفى المُقدَم (وكُنيته أبو الفرج) بالإسكندرية عام 1371 هـ الموافق 26 يوليو 1952م، ونشأ في جماعة أنصار السنة المحمدية، التحق بكلية طب جامعة الإسكندرية، وبها التقى عدد من الأطباء الذين كونوا نواة تأسيس الدعوة السلفية بالإسكندرية، واشتهر محمد إسماعيل بتناوله للقضايا المعاصرة فيما يتعلق بالهوية الإسلامية، والمهدي، وفقه أشراط الساعة، والحجاب وغيرها، واتسم أسلوبه بالواقعية حتى وصفه يوسف زيدان بأنه «ابن تيمية العصر»

## درجاته العلمية
- بكالوريوس الطب والجراحة من كلية الطب جامعة الإسكندرية.
- دبلومة الصحة النفسية بالمعهد العالي للصحة العامة.
- دراسات عليا في الأمراض العصبية والنفسية، وعضو الجمعية العالمية الإسلامية للصحة النفسية.
- ليسانس الشريعة الإسلامية جامعة الأزهر.

## أساتذته ومشايخه

### في القرآن الكريم
- الشيخ محمد عبد الحميد عبد الله
- الشيخ محمد فريد النعمان
- الشيخ أسامة عبد الوهاب

### في الإجازات العامة
- الشيخ أبو محمد بديع الدين شاه الراشدي السندي المحمدي
- الشيخ محمد الحسن الددو الشنقيطي
- الشيخ عبد الله بن صالح بن محمد العبيد

### في طلب العلم

#### من علماء أنصار السنة المحمدية
- الشيخ محمد سحنون
- الشيخ شاهين كاشف أبو رأس
- الشيخ عبد العزيز بن راشد النجدي
- الشيخ عبد العزيز البرماوي
- الأستاذ محمد فتحي محمود
- الشيخ محمد علي عبد الرحيم
- الأستاذ عكاشة عبده
- الأستاذ الدكتور محمد شوقي
- الأستاذ البخاري عبده

#### من علماء الأزهر
- الشيخ إسماعيل حمدي
- الشيخ محمود عيد
- الشيخ أحمد المحلاوي
- الشيخ السيد الصاوي
- الشيخ صبحي الخشاب

### من مشايخه ومربيه
- الشيخ حامد حسيب
- الشيخ إسماعيل عثمان
- الشيخ بديع الدين السندي
- الشيخ عبد الله بن يوسف الوابل
- الأستاذ محمد بسيوني
- الأستاذ عبد الحميد كشك
- الأستاذ محمود شاكر القطان
- الأستاذ محمود شكري
- الأستاذ محمد حسين عيسى
- الأستاذ محمد أبو مندور

### علماء التقاهم أو حضر مجالس علمية لهم
- الشيخ عبد الرزاق عفيفي
- الشيخ عبد الله بن حميد
- الشيخ عبد العزيز بن باز
- الشيخ محمد ناصر الدين الألباني
- الشيخ حماد بن محمد الأنصاري
- الشيخ عبد الله بن قعود
- الشيخ محمد بن صالح العثيمين
- الشيخ عبد الله بن محمد الغنيمان
- الشيخ عبد الله بن جبرين
- الشيخ أبو بكر الجزائري
- الشيخ عبد الرحمن عبد الخالق
- الشيخ ربيع بن هادي المدخلي
- الشيخ مقبل بن هادي الوادعي
- الشيخ سيد سابق
- الدكتور عيسى عبده
- الأستاذ الدكتور مصطفى حلمي
- الأستاذ الدكتور محمد رشاد سالم
- الشيخ رشاد غانم

## أشهر مصنفاته
- عودة الحجاب (ثلاثة أجزاء، ج1: معركة الحجاب والسفور، ج2: المرأة بين تكريم الإسلام وإهانة الجاهلية، ج3: أدلة الحجاب).
- الرد العلمي على كتاب "تذكير الأصحاب بتحريم النقاب"
- تمام المنة بالرد على أعداء السنة
- النصيحة في الأذكار والأدعية الصحيحة
- علو الهمة
- حرمة أهل العلم
- فقه أشراط الساعة
- المهدي
- الأدب الضائع
- بدعة تقسيم الدين إلى قشر ولباب
- اللحية لماذا؟
- الحجاب لماذا؟
- لماذا نصلي؟
- هويتنا.. أو الهاوية
- الحياء خلق الإسلام
- خدعة هرمجدون
- عودوا إلى خير الهدي

## وصلات خارجية
- موقع الشيخ الدكتور محمد إسماعيل المقدم
- صفحة الدكتور محمد إسماعيل في موقع طريق الإسلام